# 伊藤寧寧
伊藤寧寧（日语：／ Itou Nene */?，1995年12月12日—）是日本女藝人，為女子偶像團體乃木坂46前成員，岐阜縣岐阜市出身，所屬經紀公司為渡邊娛樂。2011年以乃木坂46一期生身分出道。2024年3月末正式從藝能界引退。

## 略歷
伊藤寧寧於2008年7月加入FC岐阜啦啦隊「GREEN ANGELS」。2011年8月，伊藤通過最終徵選後正式成為乃木坂46成員，她當時所演唱的歌曲是aiko的「Boy Friend」。乃木坂46的首張單曲《窗簾圍繞》於2012年2月22日發售，她在收錄曲〈左胸的勇氣〉和〈可能想見你〉中正式唱片出道。2012年8月22日，她在乃木坂46的第三張單曲《奔馳吧！Bicycle 》收錄曲〈眼淚仍然悲傷的時候〉中首次擔任歌曲中心站位（Center）。而直至畢業離開前，她未曾被選為任何一張單曲的標題曲中心站位。
2013年1月6日，伊藤在乃木坂46的第五張單曲《你就是希望》中首度獲選為單曲選拔成員。她又在同年4月6日首次參演電視劇演出，在日本電視台電視劇《BAD BOYS J》中飾演佐久間美奈。2013年7月20日，她開始在女性潮流雜誌《mina》的〈乃木坂46のキレイ道〉專欄中連載。
2014年3月，伊藤擔任岐阜縣狂犬病預防接種活動宣傳海報模特兒。其後又在同月宣布獲得主演電影《杉澤村傳說 劇場版》的機會。電影於2014年6月22日舉辦首映会，2014年6月28日公映。她在2014年9月12日發表乃木坂46畢業宣言，並在10月19日於「Zepp Blue Theater 六本木」劇場舉辦的『Under Live 2nd Season』演唱會上從乃木坂46畢業。
2015年5月10日，伊藤開始使用Twitter。她在2015年6月23日起出任FC岐阜應援經理，並於同月28日與群馬草津溫泉對戰上發表就任宣言。她又在2015年9月23日「KANSAI COLLECTION 2015 AUTUMN & WINTER」出演，擔任時裝模特兒。2018年11月29日，她獲岐阜縣警察委任為「一日機動隊長」，視察並體驗了縣警機動隊日常訓練，以及至大型商場宣導預防恐怖襲擊事件。
伊藤從乃木坂46畢業後主要往舞台劇方面發展，如參演2016年5月的《読モの掟! 2016》、2017年4月的《まゆをひそめて、僕を笑って》等。她還在2017年12月與平牧仁共同主演《小さな結婚式》。
2017年8月25日，正式成為寫真偶像，發行第一條寫真短片「はにかむ」。
2018年1月26日，發行第二條寫真短片「ことのは」。
2020年7月1日，開設個人Youtube頻道「伊藤寧々official ねねころちゃんねる」。同時在首條上載的影片中宣布所屬渡邊娛樂。
2022年2月22日，開始在note上連載個人日記。
2024年3月3日，宣布將會在同月末退出渡邊娛樂，同時從藝能界引退。現在仍活躍於Instagram及X上。

## 人物
伊藤有「ねねころ」、「まめやん」、「まめちゃん」的愛称。興趣是音樂鑑賞和閱讀，聲線較低且文靜，性格獲乃木坂46成員評為温厚，身高為乃木坂46成員當時最矮。父母為動物醫院經營者，家中養有犬4匹、猫4匹、虎皮鸚鵡3隻。高中時曾與生駒里奈同班，橋本愛為同校友人。她自乃木坂46卒業後，升學短大專攻家政学。

## 演出

### 電視劇
- 欺詐偶像（東京電視台、2012年1月13日 - 4月6日）
- BAD BOYS J（2013年4月7日 - 6月23日、日本テレビ）- 佐久間美奈 役[11]。
- 天才婦科醫（第二季）（2017年10月13日）- 第1話 嘉賓客串出演
- 我和尾巴與神樂坂（2018年11月2日）- 第4話 嘉賓客串出演[42]

### 電視節目
- 乃木坂在哪裡？ （愛知電視台、2011年10月2日 - 2015年4月13日）
- 乃木坂浪漫 （東京電視台、2012年4月2日 - 9月27日）

### 電影
- 劇場版BAD BOYS J -最後に守るもの-（2013年11月9日、SHOWGATE） - 佐久間美奈 役[43]
- 杉澤村傳說 劇場版（2014年6月28日、CHANCE iN） - 主演・澤本裕子 役[44][45]。
- 劇場版 真實的恐怖故事 2017（2017年9月16日、NSW） -　[46]

### 舞台劇
- 読モの掟！2016（2016年5月4日 - 5月8日、新国立劇場 小劇場） - メルモ 役[47]
- まゆをひそめて、僕を笑って（2017年4月20日 - 4月23日、橫濱紅磚倉庫） - コトノ 役[48]
- 小さな結婚式～いつか、いい風は吹く～ （2017年12月13日 - 12月17日、全勞濟會館 / Space Zero）[49][50]
- 明るいお葬式 ～るんるんは2度死ぬ～（2018年9月12日 - 9月17日、俳優座劇場） - 柏木るんるん 役[51]

### 活動展覽
- KANSAI COLLECTION 2015 AUTUMN & WINTER

## 外部連結
- 渡邊娛樂個人介紹頁 （页面存档备份，存于）（日語）
- Asia Promotion個人介紹頁（日語）
- 伊藤寧寧的X（前Twitter）（日語）
- 伊藤寧寧的Instagram帳戶（日語）
- YouTube上的伊藤寧寧頻道（2020年5月12日－）（日語）

乃木坂時期
- 乃木坂46個人介紹頁（日語）（2011年8月21日－2014年10月31日）
- 乃木坂46 伊藤寧寧 官方部落格（2011年11月14日 - 2014年10月31日）（日語）